# Le Monastère
Pour le roman de Walter Scott, voir Le Monastère (roman).
Le Monastère est une commune française située dans le département de l'Aveyron, en région Occitanie.
Le patrimoine architectural de la commune comprend deux immeubles protégés au titre des monuments historiques : l'abbaye, inscrite en 2014, et l'église Saint-Étienne-et-Saint-Blaise, inscrite en 2014.

## Géographie

### Localisation
Commune de l'aire d'attraction de Rodez située dans son Unité urbaine juste au sud de Rodez.

### Communes limitrophes
Les communes limitrophes sont  Flavin, Olemps, Rodez et Sainte-Radegonde.

### Hydrographie

#### Réseau hydrographique

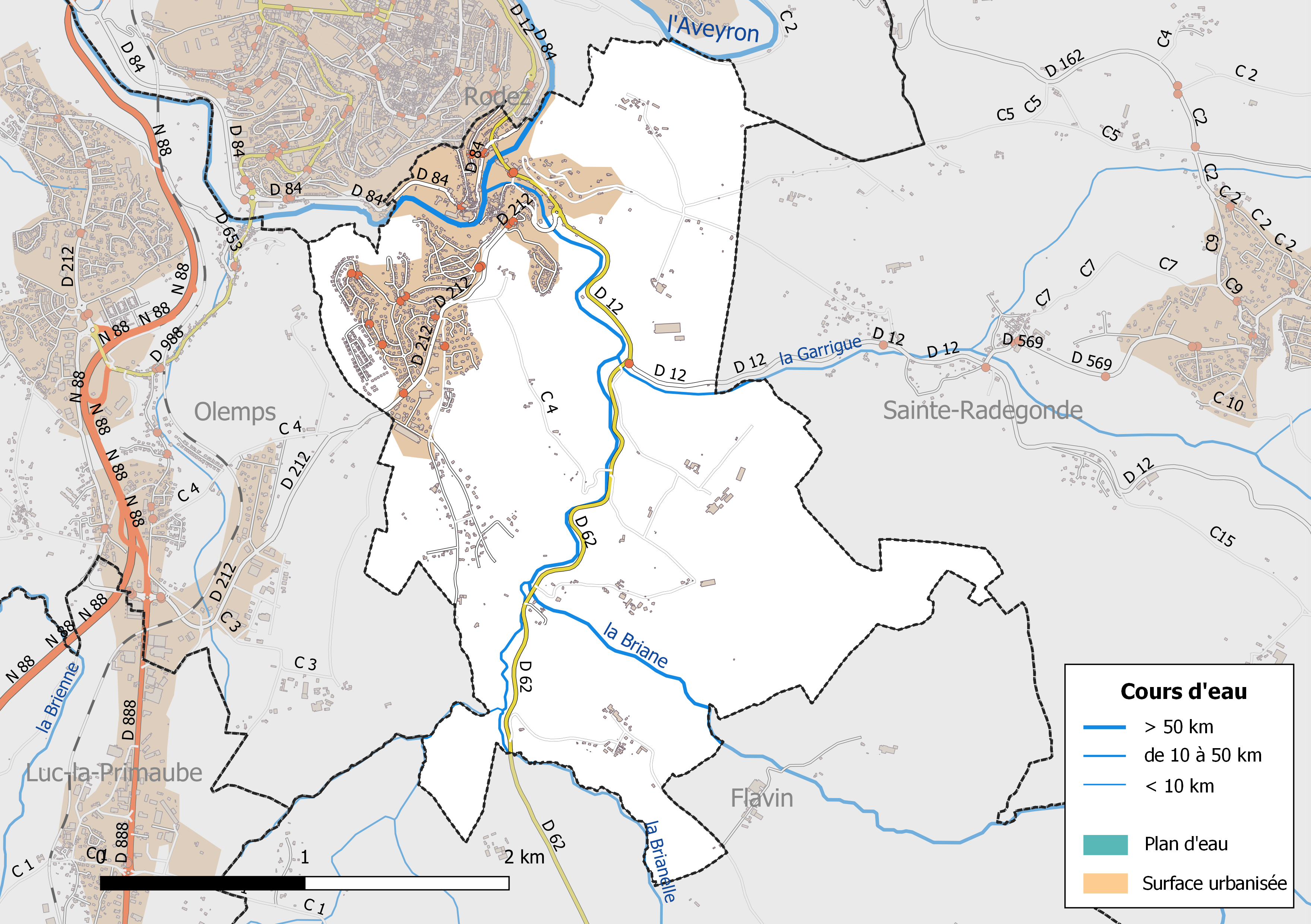
Réseaux hydrographique et routier du Le Monastère.

La commune est drainée par l'Aveyron, la Briane, la Brianelle, la Garrigue, le ruisseau des Planquettes et par divers petits cours d'eau.
L'Aveyron, d'une longueur totale de 290,6 km, prend sa source dans la commune de Sévérac d'Aveyron et se jette  dans le Tarn à Barry-d'Islemade, après avoir arrosé 60 communes.
La Briane, d'une longueur totale de 11,7 km, prend sa source dans la commune de Flavin et se jette  dans l'Aveyron à Le Monastère, après avoir arrosé 3 communes.

#### Gestion des cours d'eau
La gestion des cours d’eau situés dans le bassin de l’Aveyron est assurée par l’établissement public d'aménagement et de gestion des eaux (EPAGE) Aveyron amont, créé le 1er janvier 2017, en remplacement du syndicat mixte du bassin versant Aveyron amont,,.

### Climat
Pour des articles plus généraux, voir Climat de l'Occitanie et Climat de l'Aveyron.
En 2010, le climat de la commune est de type climat océanique altéré, selon une étude s'appuyant sur une série de données couvrant la période 1971-2000. En 2020, Météo-France publie une typologie des climats de la France métropolitaine dans laquelle la commune est exposée à un climat de montagne et est dans la région climatique Sud-est du Massif Central, caractérisée par une pluviométrie annuelle de 1 000 à 1 500 mm, minimale en été, maximale en automne.
Pour la période 1971-2000, la température annuelle moyenne est de 10,8 °C, avec une amplitude thermique annuelle de 15,9 °C. Le cumul annuel moyen de précipitations est de 1 038 mm, avec 11,3 jours de précipitations en janvier et 7,1 jours en juillet. Pour la période 1991-2020, la température moyenne annuelle observée sur la station météorologique la plus proche, située sur la commune de Flavin à 6 km à vol d'oiseau, est de 11,0 °C et le cumul annuel moyen de précipitations est de 902,2 mm,. Pour l'avenir, les paramètres climatiques de la commune estimés pour 2050 selon différents scénarios d'émission de gaz à effet de serre sont consultables sur un site dédié publié par Météo-France en novembre 2022.

### Milieux naturels et biodiversité
L’inventaire des zones naturelles d'intérêt écologique, faunistique et floristique (ZNIEFF) a pour objectif de réaliser une couverture des zones les plus intéressantes sur le plan écologique, essentiellement dans la perspective d’améliorer la connaissance du patrimoine naturel national et de fournir aux différents décideurs un outil d’aide à la prise en compte de l’environnement dans l’aménagement du territoire.
Le territoire communal du Monastère comprend une ZNIEFF de type 1,, 
la « Rivière Aveyron » (3 500 ha), couvrant 63 communes dont 38 dans l'Aveyron, 5 dans le Tarn et 20 dans le Tarn-et-Garonne
, et une ZNIEFF de type 2,, 
la « Vallée de l'Aveyron » (14 644 ha), qui s'étend sur 68 communes dont 41 dans l'Aveyron, 5 dans le Tarn et 22 dans le Tarn-et-Garonne.

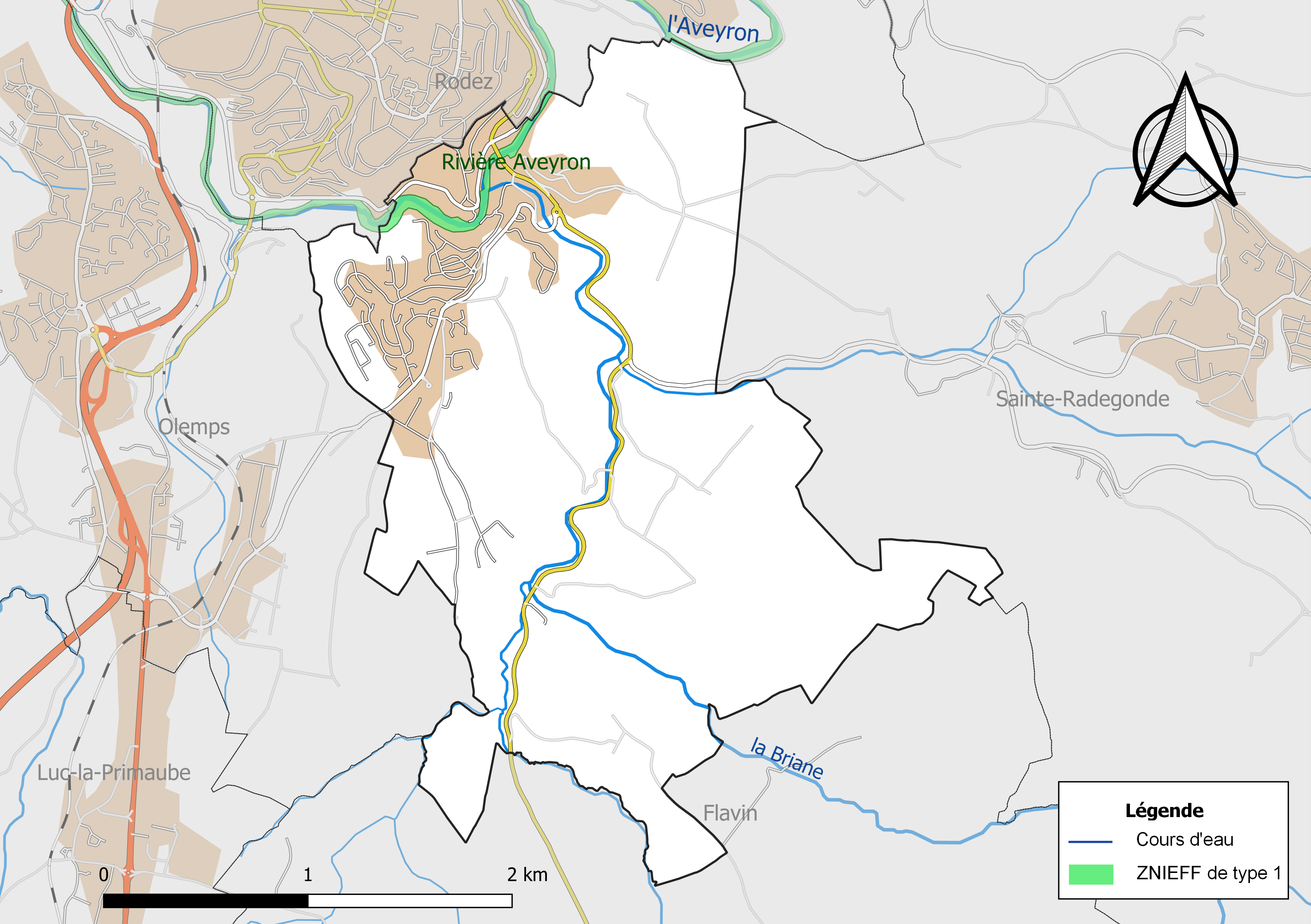
Carte de la ZNIEFF de type 1 de la commune.
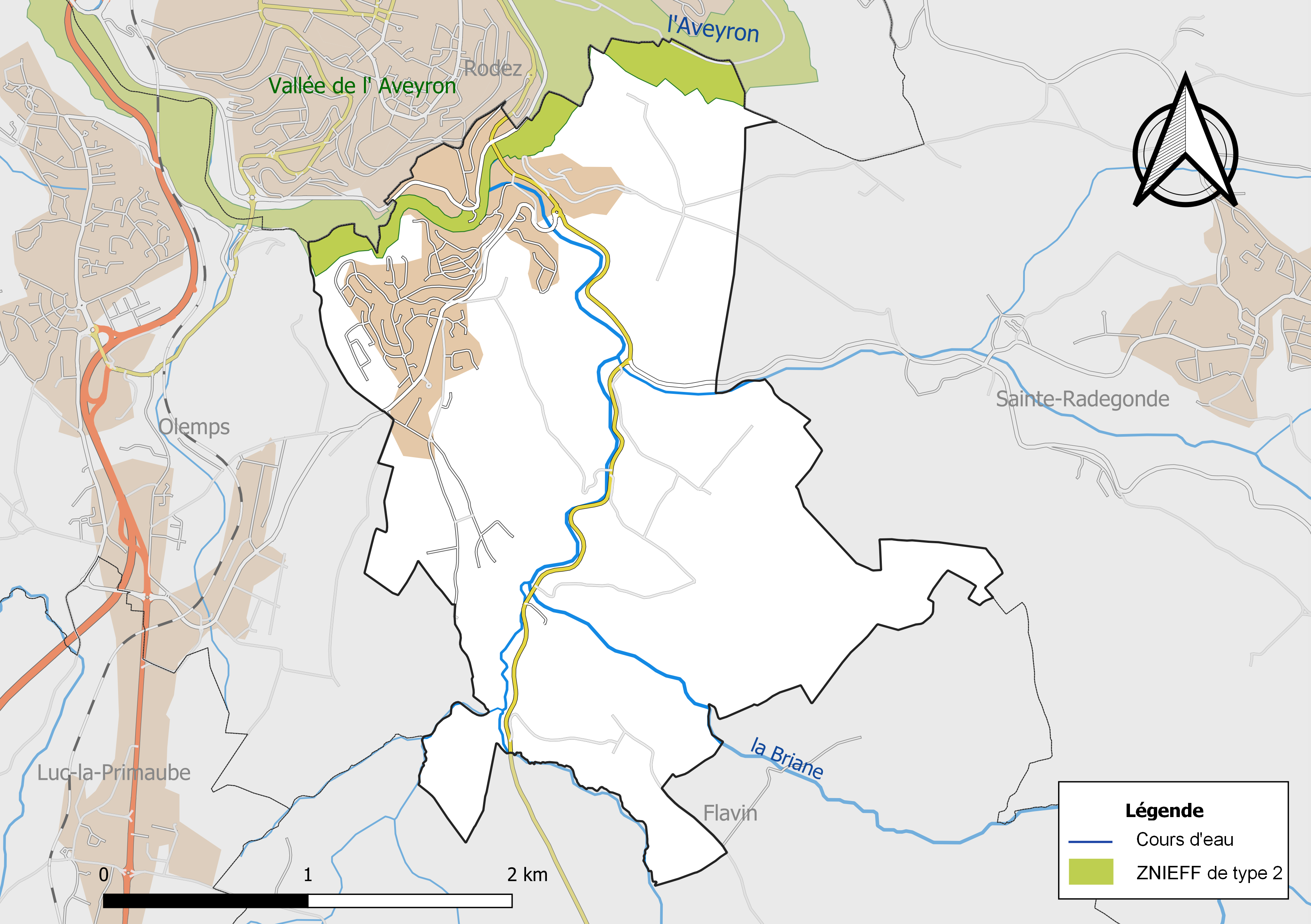
Carte de la ZNIEFF de type 2 de la commune.

## Urbanisme

### Typologie
Au 1er janvier 2024, Le Monastère est catégorisée ceinture urbaine, selon la nouvelle grille communale de densité à 7 niveaux définie par l'Insee en 2022.
Elle appartient à l'unité urbaine de Rodez, une agglomération intra-départementale dont elle est une commune de la banlieue,. Par ailleurs la commune fait partie de l'aire d'attraction de Rodez, dont elle est une commune de la couronne,. Cette aire, qui regroupe 68 communes, est catégorisée dans les aires de 50 000 à moins de 200 000 habitants,.

### Occupation des sols

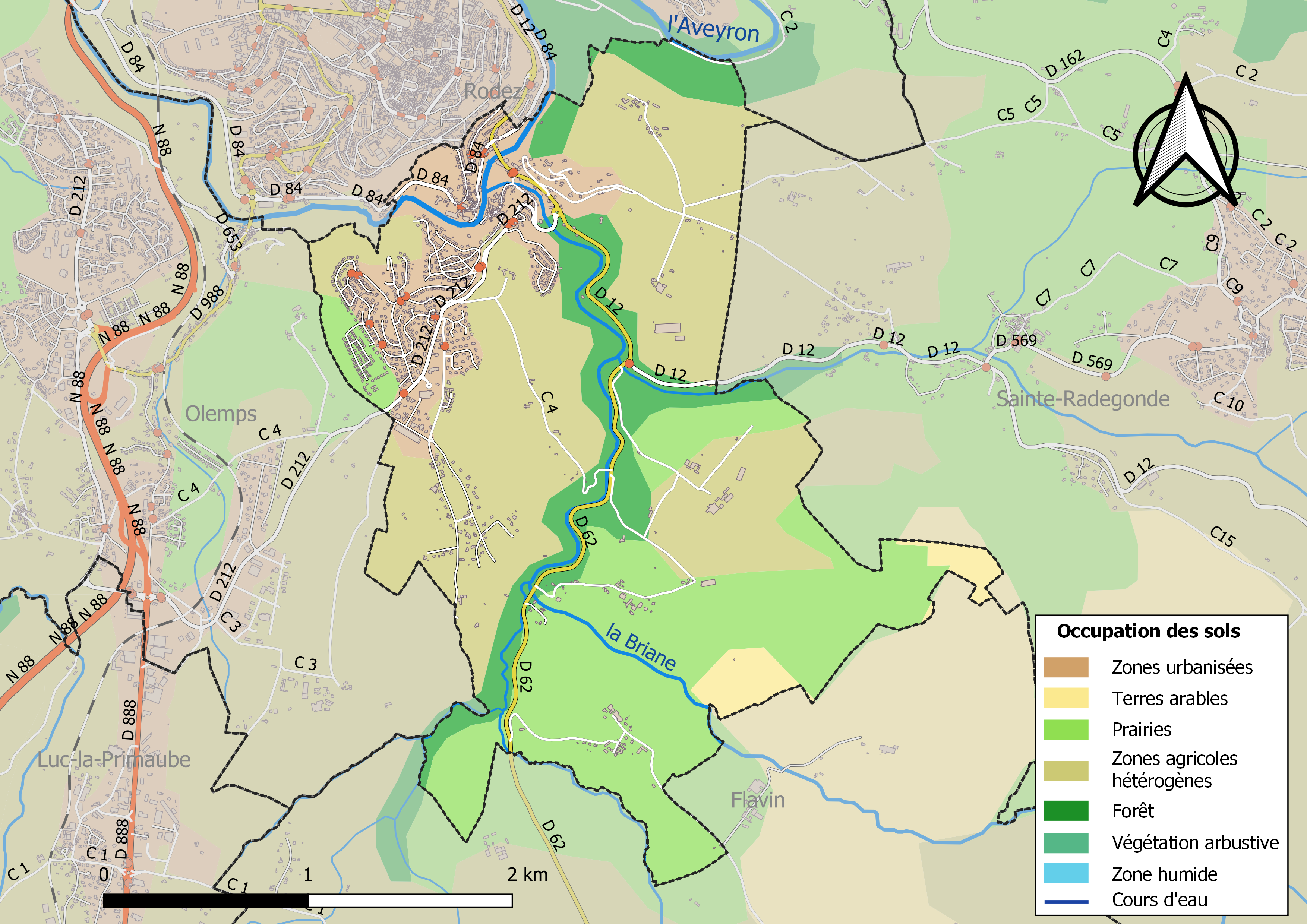
Infrastructures et occupation des sols de la commune du Le Monastère.

L'occupation des sols de la commune, telle qu'elle ressort de la base de données européenne d’occupation biophysique des sols Corine Land Cover (CLC), est marquée par l'importance des territoires agricoles (73,1 % en 2018), en diminution par rapport à 1990 (76,9 %). La répartition détaillée en 2018 est la suivante : 
zones agricoles hétérogènes (39,9 %), prairies (30,4 %), zones urbanisées (13,5 %), forêts (13,4 %), terres arables (2,9 %).

### Planification
La loi SRU du 13 décembre 2000 a incité fortement les communes à se regrouper au sein d’un établissement public, pour déterminer les partis d’aménagement de l’espace au sein d’un SCoT, un document essentiel d’orientation stratégique des politiques publiques à une grande échelle. La commune est dans le territoire du SCoT du Centre Ouest Aveyron  approuvé en février 2020. La structure porteuse est le Pôle d'équilibre territorial et rural Centre Ouest Aveyron, qui associe neuf EPCI, notamment la communauté d'agglomération du Grand Rodez, dont la commune est membre.
La commune disposait en 2017 d'un plan local d'urbanisme approuvé. Le zonage réglementaire et le règlement associé peuvent être consultés sur le Géoportail de l'urbanisme.

### Risques majeurs
Le territoire de la commune du Monastère est vulnérable à différents aléas naturels : inondations, climatiques (hiver exceptionnel ou canicule), feux de forêts et séisme (sismicité faible).
Il est également exposé à un risque particulier, le risque radon,.

#### Risque d'inondation

Zones inondables de la commune du Monastère.

Certaines parties du territoire communal sont susceptibles d’être affectées par le risque d’inondation par débordement de l'Aveyron. Les dernières grandes crues historiques, ayant touché plusieurs parties du département, remontent aux 3 et 4 décembre 2003 (dans le bassin du Lot, de l'Aveyron, du Viaur et du Tarn) et au 28 novembre 2014 (bassins de la Sorgues et du Dourdou). Ce risque est pris en compte dans l'aménagement du territoire de la commune par le biais du Plan de prévention du risque inondation (PPRI) Aveyron Amont-Auterne, approuvé le 14 décembre 2006.
Plusieurs inondations, retracées par la presse locale, restent dans les mémoires : décembre 1906, septembre 1909, mars 1930, décembre 1937, décembre 2003.

#### Risque de feux de forêts
Le Plan départemental de protection des forêts contre les incendies découpe le département de l’Aveyron en sept « bassins de risque » et définit une sensibilité des communes à l’aléa feux de forêt (de faible à très forte). La commune est classée en sensibilité faible.

#### Risque particulier
Dans plusieurs parties du territoire national, le radon, accumulé dans certains logements ou autres locaux, peut constituer une source significative d’exposition de la population aux rayonnements ionisants. Toutes les communes du département sont concernées par le risque radon à un niveau plus ou moins élevé. Selon le dossier départemental des risques majeurs du département établi en 2013, la commune du Monastère est classée à risque moyen à élevé. Un décret du 4 juin 2018 a modifié la terminologie du zonage définie dans le code de la santé publique et a été complété par un arrêté du 27 juin 2018 portant délimitation des zones à potentiel radon du territoire français. La commune est désormais en zone 3, à savoir zone à potentiel radon significatif.

## Toponymie
Durant la Révolution, la commune porte le nom de Bourg-la-Briane.

## Histoire
L'évêque de Rodez, Gilbert de Cantobre, accorda des indulgences en 1339 aux ouvriers qui contribuaient à la construction du pont du Monastère.
En 1837, la commune absorbe celles voisines de Banocres, Boutonnet, Combelles, Foulloubous et Rendeynes peuplées respectivement de 10, 20, 12, 9 et 13 habitants au recensement de 1793.
La commune du Monastère est créée par ordonnance du roi Louis-Philippe Ier le 3 juillet 1837.[réf. nécessaire],

## Politique et administration

### Découpage territorial
La commune du Monastère est membre de la Rodez Agglomération, un établissement public de coopération intercommunale (EPCI) à fiscalité propre créé le 20 décembre 1999 dont le siège est à Rodez. Ce dernier est par ailleurs membre d'autres groupements intercommunaux.
Sur le plan administratif, elle est rattachée à l'arrondissement de Rodez, au département de l'Aveyron et à la région Occitanie. Sur le plan électoral, elle dépend du  canton de Rodez-2 pour l'élection des conseillers départementaux, depuis le redécoupage cantonal de 2014 entré en vigueur en 2015, et de la première circonscription de l'Aveyron  pour les élections législatives, depuis le dernier découpage électoral de 2010.

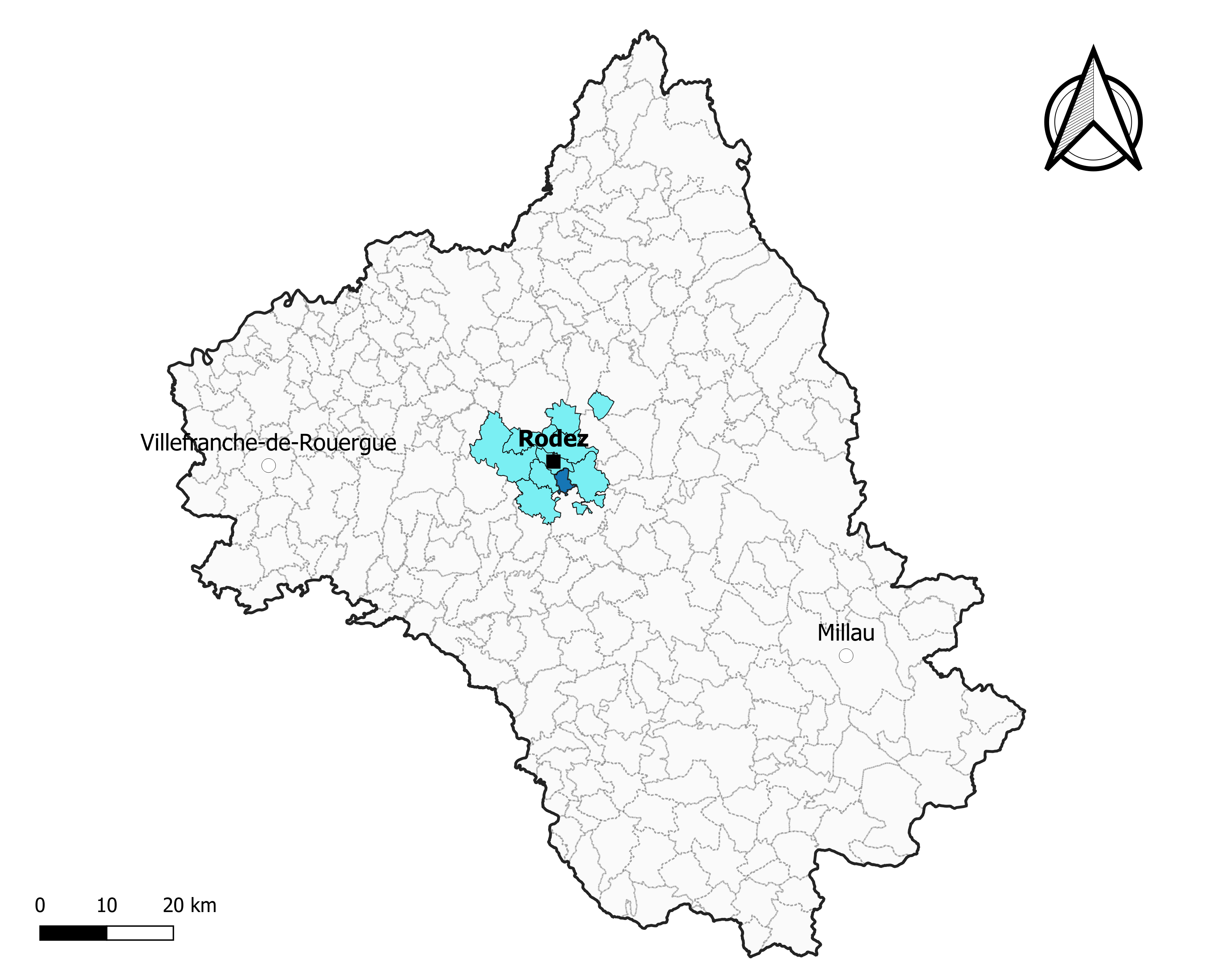
Le Monastère dans l'intercommunalité en 2020.
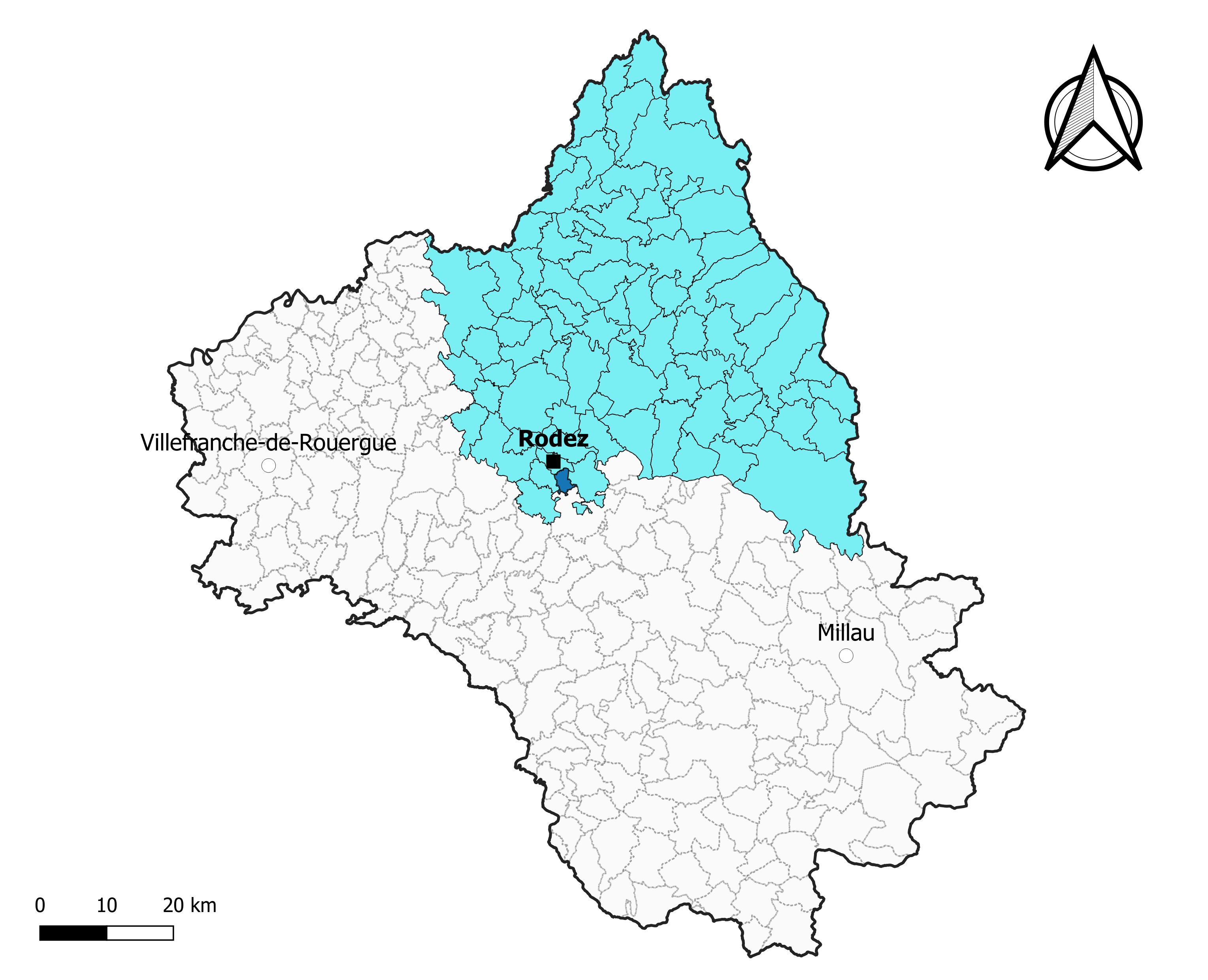
Le Monastère dans l'arrondissement de Rodez en 2020.

### Élections municipales et communautaires

#### Élections de 2020
Le conseil municipal du Monastère, commune de plus de 1 000 habitants, est élu au scrutin proportionnel de liste à deux tours (sans aucune modification possible de la liste), pour un mandat de six ans renouvelable. Compte tenu de la population communale, le nombre de sièges à pourvoir lors des élections municipales de 2020 est de 19. Les dix-neuf conseillers municipaux sont élus au premier tour avec un taux de participation de 33,62 %, issus de la seule liste candidate, conduite par Jacques Montoya. Jacques Montoya est élu nouveau maire de la commune le 25 mai 2020.
Les deux sièges attribués à la commune au sein du conseil communautaire de la communauté d'agglomération du Grand Rodez sont alloués à la liste de Jacques Montoya.

#### Liste des maires
| Période                                  | Période  | Identité           | Étiquette | Qualité  |
| ---------------------------------------- | -------- | ------------------ | --------- | -------- |
| 1925                                     | 1929     | Louis Lignon       |           |          |
| 1929                                     | 1953     | Gabriel Besombes   |           |          |
| 1953                                     | 1965     | Emile Arnal        |           |          |
| 1965                                     | 1977     | André Arnal        |           |          |
| 1977                                     | 1995     | Jacques Montrozier |           |          |
| 1995                                     | 2001     | Patrick Bastide    |           |          |
| 2001                                     | 2020     | Michel Gantou      | DVD       | Retraité |
| 2020                                     | En cours | Jacques Montoya    |           |          |
| Les données manquantes sont à compléter. |          |                    |           |          |

## Démographie
L'évolution du nombre d'habitants est connue à travers les recensements de la population effectués dans la commune depuis 1793. Pour les communes de moins de 10 000 habitants, une enquête de recensement portant sur toute la population est réalisée tous les cinq ans, les populations de référence des années intermédiaires étant quant à elles estimées par interpolation ou extrapolation. Pour la commune, le premier recensement exhaustif entrant dans le cadre du nouveau dispositif a été réalisé en 2007.

En 2022, la commune comptait 2 301 habitants, en évolution de +3 % par rapport à 2016 (Aveyron : +0,37 %, France hors Mayotte : +2,11 %).
| 1793 | 1800 | 1806 | 1821 | 1831 | 1836 | 1841 | 1846 | 1851 |
| ---- | ---- | ---- | ---- | ---- | ---- | ---- | ---- | ---- |
| 475  | 547  | 574  | 659  | 618  | 724  | 670  | 735  | 809  |

| 1856 | 1861 | 1866 | 1872 | 1876 | 1881 | 1886 | 1891 | 1896 |
| ---- | ---- | ---- | ---- | ---- | ---- | ---- | ---- | ---- |
| 719  | 663  | 575  | 565  | 600  | 635  | 712  | 667  | 677  |

| 1901 | 1906 | 1911 | 1921 | 1926 | 1931 | 1936 | 1946 | 1954 |
| ---- | ---- | ---- | ---- | ---- | ---- | ---- | ---- | ---- |
| 659  | 630  | 615  | 529  | 561  | 579  | 598  | 672  | 715  |

| 1962 | 1968 | 1975  | 1982  | 1990  | 1999  | 2006  | 2007  | 2012  |
| ---- | ---- | ----- | ----- | ----- | ----- | ----- | ----- | ----- |
| 909  | 937  | 1 201 | 1 256 | 1 579 | 1 809 | 2 060 | 2 095 | 2 104 |

| 2017  | 2022  | - | - | - | - | - | - | - |
| ----- | ----- | - | - | - | - | - | - | - |
| 2 283 | 2 301 | - | - | - | - | - | - | - |

## Économie

### Revenus
En 2018  (données Insee publiées en septembre 2021), la commune compte 981 ménages fiscaux, regroupant 2 309 personnes. La médiane du revenu disponible par unité de consommation est de 23 010 € (20 640 € dans le département). 57 % des ménages fiscaux sont imposés ( % dans le département).

### Emploi
| Division       | 2008  | 2013  | 2018  |
| -------------- | ----- | ----- | ----- |
| Commune        | 2,5 % | 4 %   | 3,7 % |
| Département    | 5,4 % | 7,1 % | 7,1 % |
| France entière | 8,3 % | 10 %  | 10 %  |

En 2018, la population âgée de 15 à 64 ans s'élève à 1 511 personnes, parmi lesquelles on compte 82,1 % d'actifs (78,3 % ayant un emploi et 3,7 % de chômeurs) et 17,9 % d'inactifs,. Depuis 2008, le taux de chômage communal (au sens du recensement) des 15-64 ans est inférieur à celui de la France et du département.
La commune fait partie de la couronne de l'aire d'attraction de Rodez, du fait qu'au moins 15 % des actifs travaillent dans le pôle,. Elle compte 409 emplois en 2018, contre 376 en 2013 et 312 en 2008. Le nombre d'actifs ayant un emploi résidant dans la commune est de 1 189, soit un indicateur de concentration d'emploi de 34,4 % et un taux d'activité parmi les 15 ans ou plus de 67,2 %.
Sur ces 1 189 actifs de 15 ans ou plus ayant un emploi, 231 travaillent dans la commune, soit 19 % des habitants. Pour se rendre au travail, 91,5 % des habitants utilisent un véhicule personnel ou de fonction à quatre roues, 2,3 % les transports en commun, 4 % s'y rendent en deux-roues, à vélo ou à pied et 2,2 % n'ont pas besoin de transport (travail au domicile).

### Activités hors agriculture
119 établissements sont implantés  au Monastère au 31 décembre 2019. Le tableau ci-dessous en détaille le nombre par secteur d'activité et compare les ratios avec ceux du département,.
| Secteur d'activité                                                                                        | Commune | Commune | Département |
| Secteur d'activité                                                                                        | Nombre  | %       | %           |
| --- | ------- | ------- | ----------- |
| Ensemble                                                                                                  | 119     |         |             |
| Industrie manufacturière, industries extractives et autres                                                | 8       | 6,7 %   | (17,7 %)    |
| Construction                                                                                              | 24      | 20,2 %  | (13 %)      |
| Commerce de gros et de détail, transports, hébergement et restauration                                    | 25      | 21 %    | (27,5 %)    |
| Activités financières et d'assurance                                                                      | 3       | 2,5 %   | (3,4 %)     |
| Activités immobilières                                                                                    | 5       | 4,2 %   | (4,2 %)     |
| Activités spécialisées, scientifiques et techniques et activités de services administratifs et de soutien | 17      | 14,3 %  | (12,4 %)    |
| Administration publique, enseignement, santé humaine et action sociale                                    | 22      | 18,5 %  | (12,7 %)    |
| Autres activités de services                                                                              | 15      | 12,6 %  | (7,8 %)     |

Le secteur du commerce de gros et de détail, des transports, de l'hébergement et de la restauration est prépondérant sur la commune puisqu'il représente 21 % du nombre total d'établissements de la commune (25 sur les 119 entreprises implantées  au Le Monastère), contre 27,5 % au niveau départemental.

### Agriculture
|               | 1988 | 2000 | 2010 | 2020 |
| ------------- | ---- | ---- | ---- | ---- |
| Exploitations | 17   | 11   | 11   | 8    |
| SAU (ha)      | 444  | 478  | 490  | 382  |

La commune est dans le Segala, une petite région agricole occupant l'ouest du département de l'Aveyron. En 2020, l'orientation technico-économique de l'agriculture  sur la commune est l'élevage d'équidés et/ou d' autres herbivores. Huit exploitations agricoles ayant leur siège dans la commune sont dénombrées lors du recensement agricole de 2020 (17 en 1988). La superficie agricole utilisée est de 382 ha,,.

## Culture locale et patrimoine

### Lieux et monuments
- L'abbaye bénédictine Saint-Sernin, fondée au IXe siècle, première abbaye de femmes du Rouergue[55]
- Le domaine de Combelles, son centre équestre et son village de vacances sont situés sur la commune du Monastère.
- Église Saint-Étienne-et-Saint-Blaise du Monastère. L'église est inscrite à l'inventaire des monuments historiques depuis 2014[56].

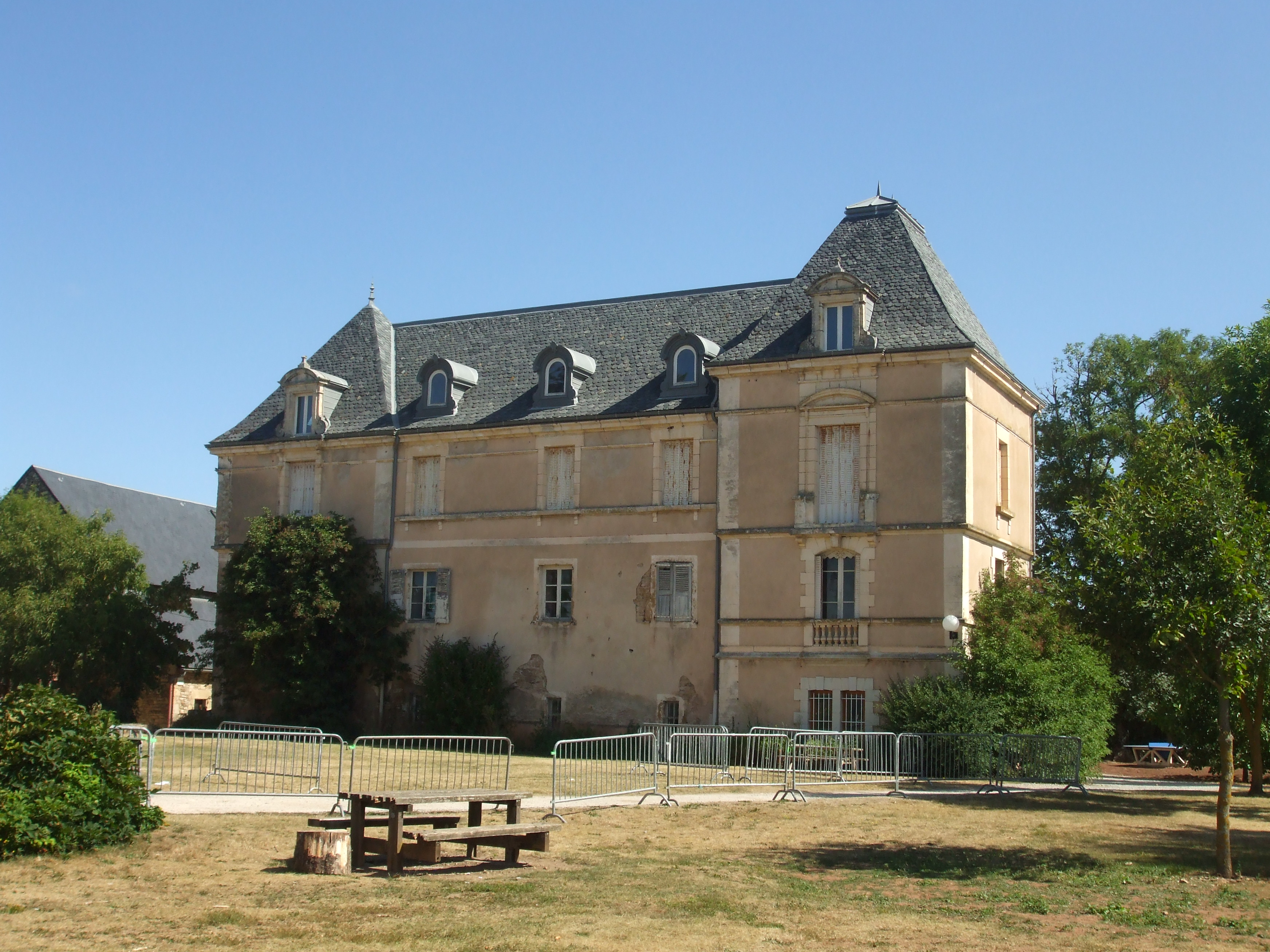
Château de Combelles.
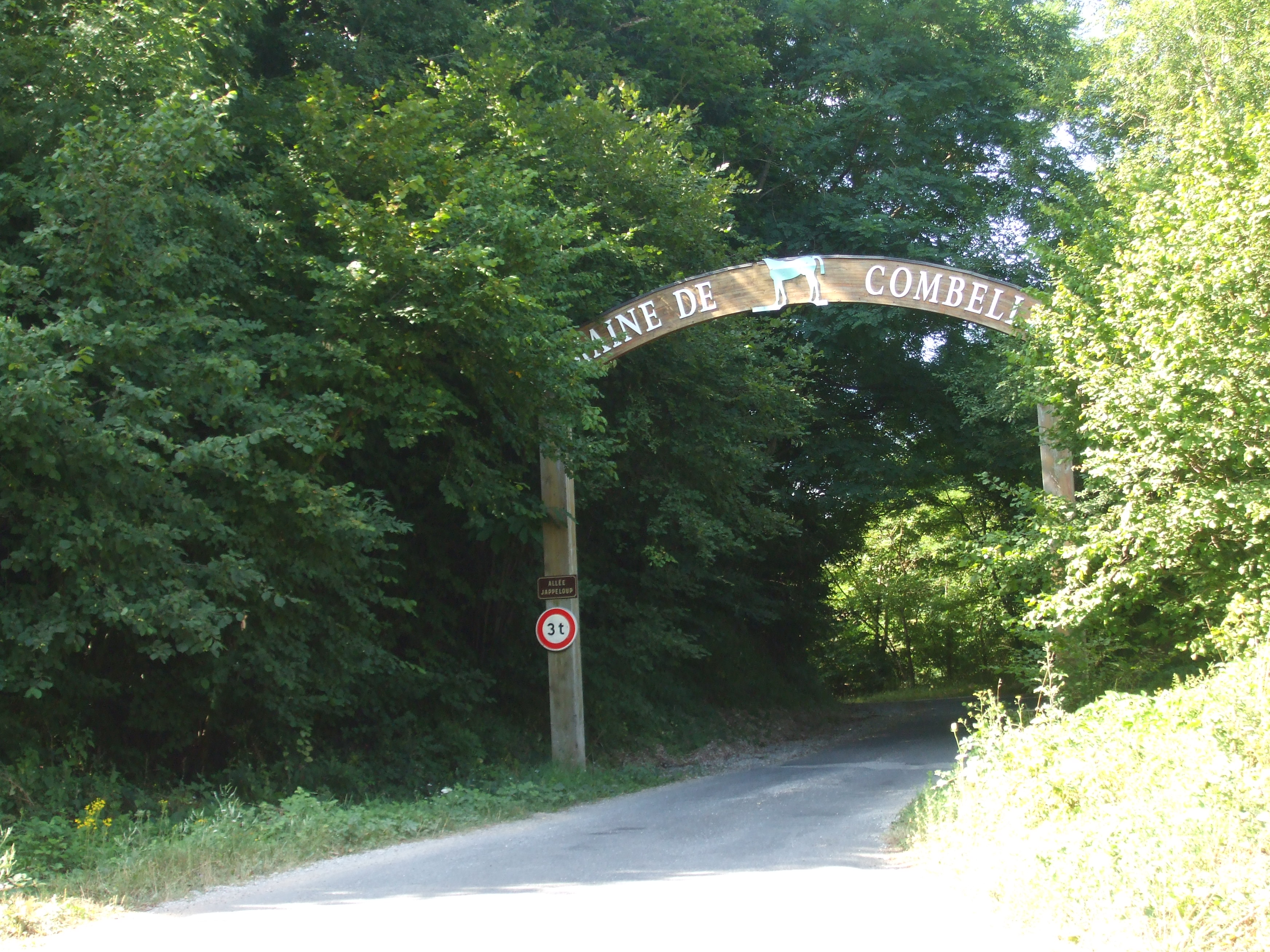
Combelles entrée du domaine.
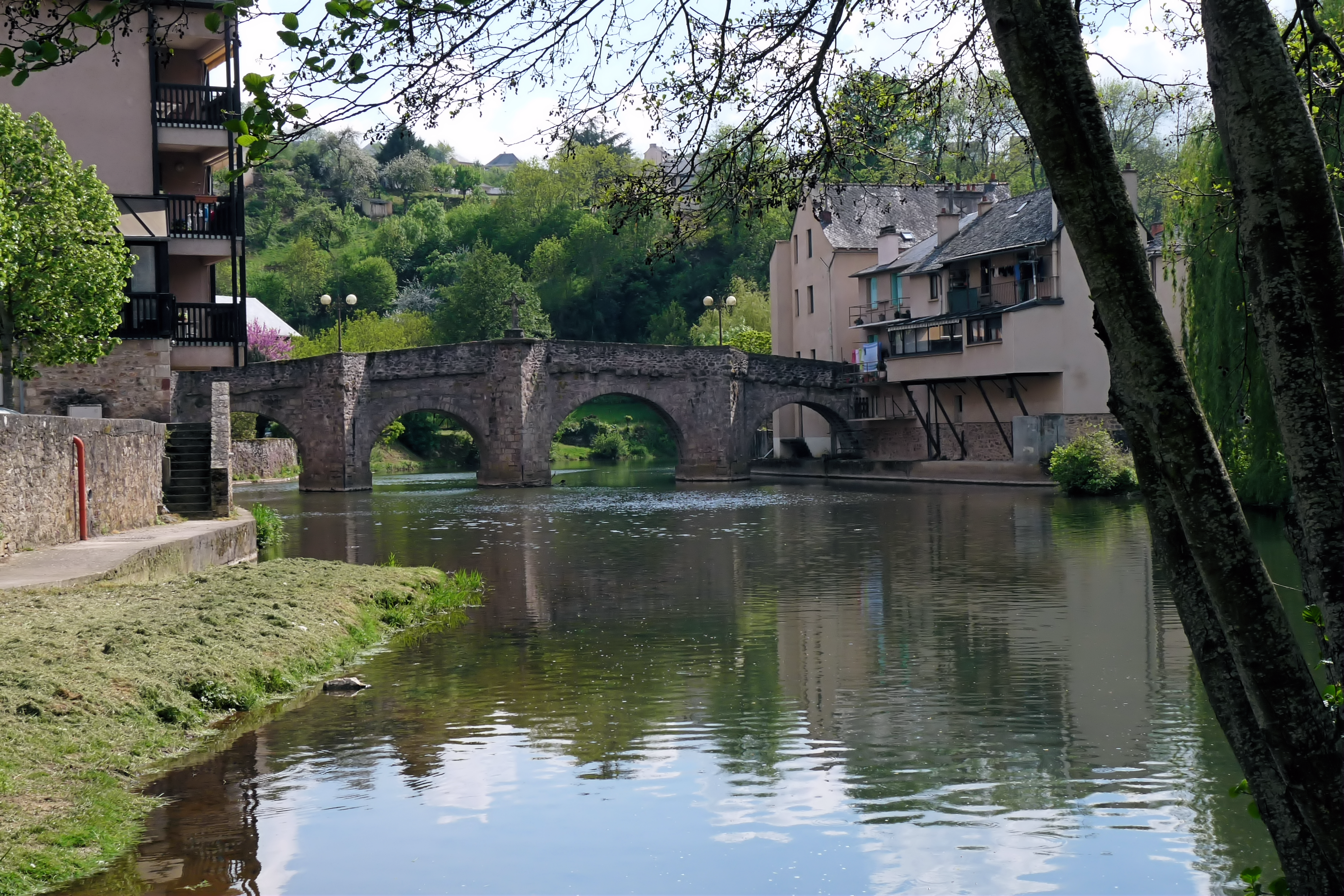
Le vieux pont.
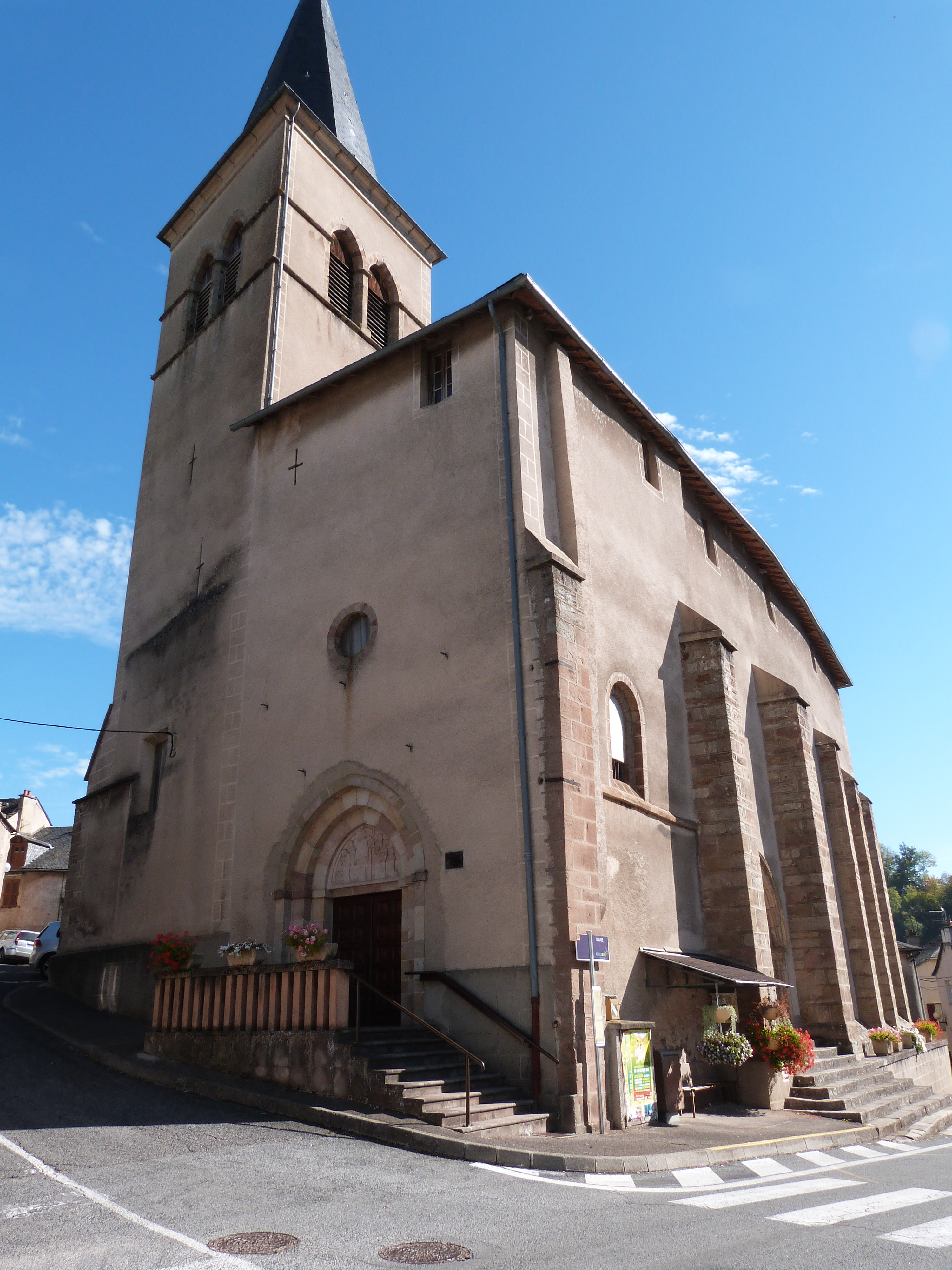
L'église Saint-Étienne-et-Saint-Blaise du Monastère et ses façades à l'ouest et au Sud

### Personnalités liées à la commune
- Jean-Amans Biron, né le 2 novembre 1770 au Monastère, dragon d'empire, sauva Napoléon le 15 novembre 1796 au pont d'Arcole, en le dégageant des Autrichiens qui s'apprêtaient à le saisir[57]. Une plaque commémorative est posée à l'angle de la rue Saint-Blaise et de la rue de la Briane : Jean-Amans Biron / Dragon d'Empire / 1770-1841 / Né au Monastère, a vécu dans cette maison / Sapeur au 1er régiment de Dragons / Fit les campagnes de la République et de l'Empire / En 1802, on lui décerna la Légion d'honneur / pour ses actes de bravoure et d'héroïsme / à la bataille de Marengo / Notre valeureux compatriote Aveyronnais / fut le premier décoré de cette distinction / dans ce département / Bicentenaire de sa Légion d'honneur / 1802-2002[58].